# Synanthedon scoliaeformis
Sésie du bouleau
Espèce
Synanthedon scoliaeformis, la Sésie du bouleau, est une espèce de lépidoptères (papillons) de la famille des Sesiidae.

## Description
La Sésie du bouleau, comme Pyropteron chrysidiforme, présente une touffe anale de poils rouge brique, contrairement à la plupart des autres sésies.

## Biologie
Les chenilles vivent et se nourrissent dans les troncs des bouleaux.

## Liste des sous-espèces
Il existe deux sous-espèces selon BioLib (18 février 2023) :
- Synanthedon scoliaeformis japonica Špatenka & Arita, 1992
- Synanthedon scoliaeformis scoliaeformis (Borkhausen, 1789)

## Systématique
Le nom valide complet (avec auteur) de ce taxon est Synanthedon scoliaeformis (Borkhausen, 1789).
L'espèce a été initialement classée dans le genre Sphinx sous le protonyme Sphinx scoliaeformis Borkhausen, 1789.
Ce taxon porte en français le nom vernaculaire ou normalisé suivant : Sésie du bouleau.
Synanthedon scoliaeformis a pour synonymes :
- Sesia deserta Staudinger, 1887
- Sesia emphytiformis Herrich-Schäffer, 1846
- Sesia scoliaeformis (Borkhausen, 1789)
- Sesia scoliiformis Staudinger, 1856
- Sesia thynniformis Laspeyres, 1801
- Sphinx scoliaeformis Borkhausen, 1789
- Synanthedon danieli Capuse, 1973